# Garfield County, Utah
Garfield County är ett administrativt område i delstaten Utah, USA. År 2010 hade countyt 5 172 invånare. Den administrativa huvudorten (county seat) är Panguitch. 
Del av Canyonlands nationalpark, Capitol Reef nationalpark och Bryce Canyon nationalpark ligger i countyt. 

## Geografi
Enligt United States Census Bureau har countyt en total area på 13 489 km². 13 401 km² av den arean är land och 88 km² är vatten.

### Angränsande countyn
- Wayne County, Utah - nord
- San Juan County, Utah - öst
- Kane County, Utah - syd
- Iron County, Utah - väst
- Beaver County, Utah - nordväst
- Piute County, Utah - nordväst